# Ліхтенау (Вестфалія)
Ліхтенау (нім. Lichtenau) — місто в Німеччині, знаходиться в землі Північний Рейн-Вестфалія. Підпорядковується адміністративному округу Детмольд. Входить до складу району Падерборн.
Площа — 192,17 км2. Населення становить 10 551 ос. (станом на 31 грудня 2020).

## Географії

### Адміністративний поділ
Місто Ліхтенау було утворено 1 січня 1975 із громад:
- Ассельн (нім. Asseln) — село розташоване приблизно в 10 км на північний схід від центру Ліхтенау.
- Аттельн (нім. Atteln). Священик Мейнхард з Аттельна згадується у 897 році. Свою назву місто, ймовірно, отримало від сім’ї (з) Аттельн, знатної родини, яка прибула в долину Альтенау в 804 році. Про Ансельма з Аттельна згадується в документі 13-го століття. Аттельн набув значення в середньовіччі, коли в селі був заснований суд.
- Бланкенроде (нім. Blankenrode). Місто було побудоване в 13 столітті. Як прикордонна фортеця, Бланкенроде неодноразово зазнавав нападів та руйнувався, але відбудовувався і зміцнювався. Сьогодні на території колишнього поселення ростуть дерева.
- Грундштайнгайм (нім. Grundsteinheim). Грундштайнхайм розташований на плато Падерборнна (нім. Paderborner Hochfläche) на північ від міста Ліхтенау.
- Гакенберг (нім. Hakenberg). Місто розташувється на пагорбі на східному схилі плато Падерборн.
- Генгларн (нім. Henglarn). Генгларн — крайній західний район Ліхтенау, а також частина регіону землі Бюрен (нім. Bürener Land) — території, що оточує Бюрен. Фіненбург (нім. Vienenburg) — пізньосередньовічна замкова стайня, розташована за 1000 м на північний захід від Генгларна.
- Гербрам (нім. Herbram) — північний район Ліхтенау і частина території, що оточує Бюрен (нім. Bürener Land).
- Гольтгайм (нім. Holtheim). Залишки валів Маршаллсбурга на південний захід від Голтхайма  можна віднести до пізнього середньовіччя.
- Гузен (нім. Husen) — село в Ліхтенау неподалік від населених пунктів Бліссенберг (нім. Blissenberg) і Нордхольц (нім. Nordholz).
- Дальгайм (нім. Dalheim). Монастир Дальхайм (нім. Kloster Dalheim) був побудований в 1429 році як монастир канонів августинців, проте археологічні знахідки свідчать про те, що на місці монастиря на території сучасного Ліхтенау-Дальхайма існувало поселення ще в І столітті, а також невелика парафіяльна церква близько 800 року.[2]
- Еббінггаузен (нім. Ebbinghausen). Еббінгаузен розташований напівнічний захід від центрального міста Ліхтенау. Через нього протікає притока річки Альтенау Зауер (нім. Sauer).
- Іггенгаузен (нім. Iggenhausen). Іггенхаузен розташований на північному краю Соратфельда  (нім. Soratfeld, Sauerfeld), що вважається старовинною назвою району. Через місто протікає Шміттвассер (нім. Schmittwasser), а неподалік неподалік є заповідник Зауерталь (нім. Naturschutzgebiet Sauertal).
- Кляйненберг (нім. Kleinenberg) — місто. Згідно з народним повір'ям, у Кляйненберзі було явлення образу Матері Божої, тому тут було створено місце паломництва та побудована дерев'яна каплиця. У 1742 році її замінили бароковою каплицею.
- Ліхтенау (нім. Lichtenau) — саме місто Ліхтенау.

## Галерея

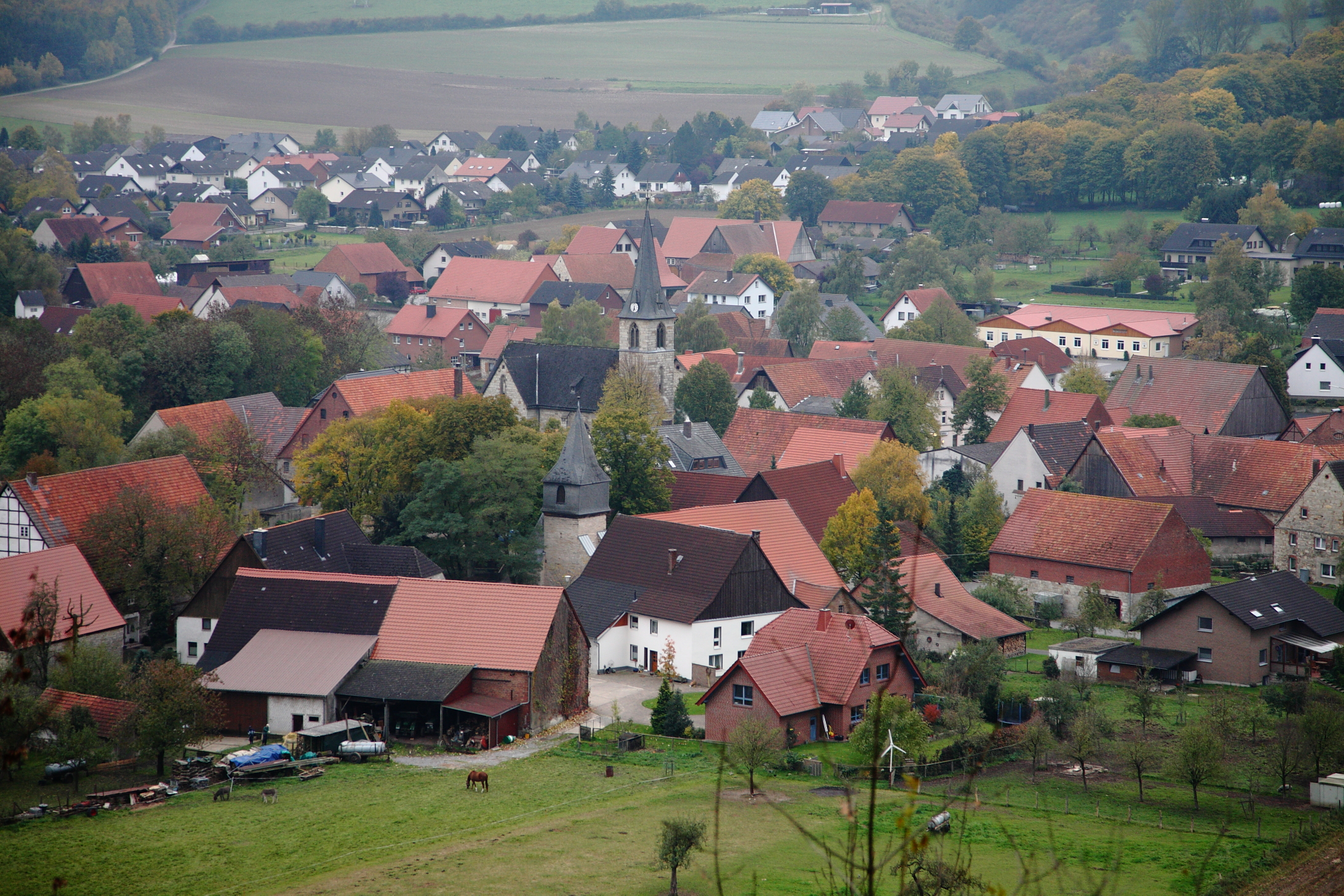
Генгларн у долині Альтенау.
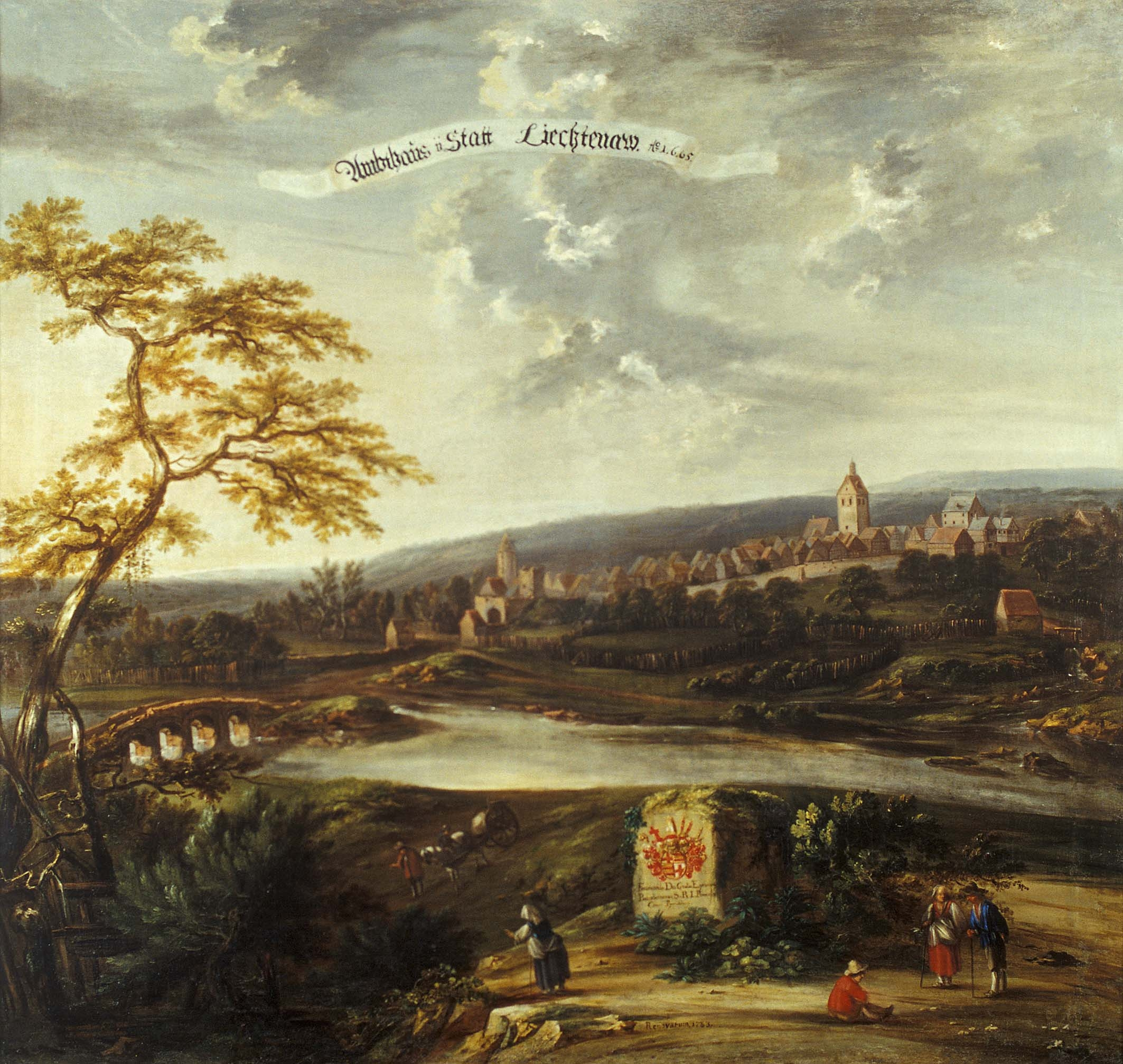
Фабриціус, Амбтхаус, Ліхтенау, 1665 р.
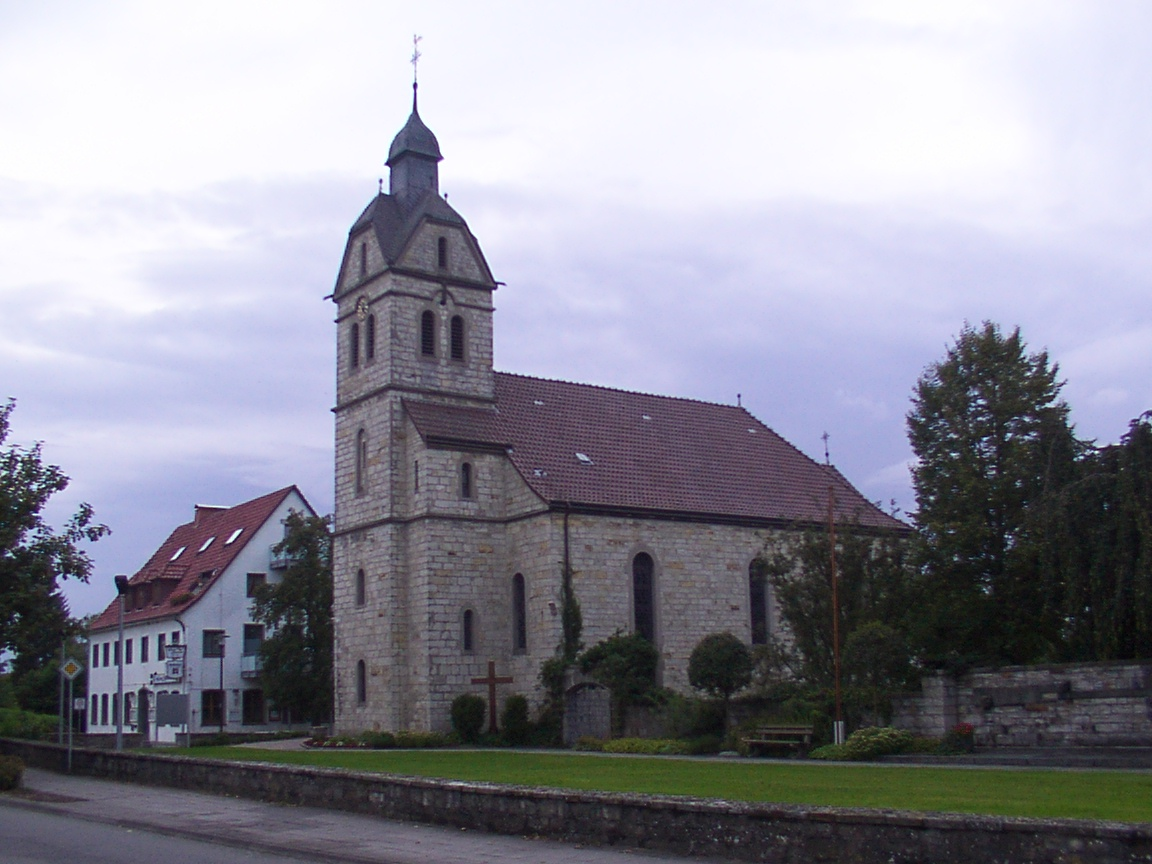
Церква Св. Марії Магдалини в Гузені.
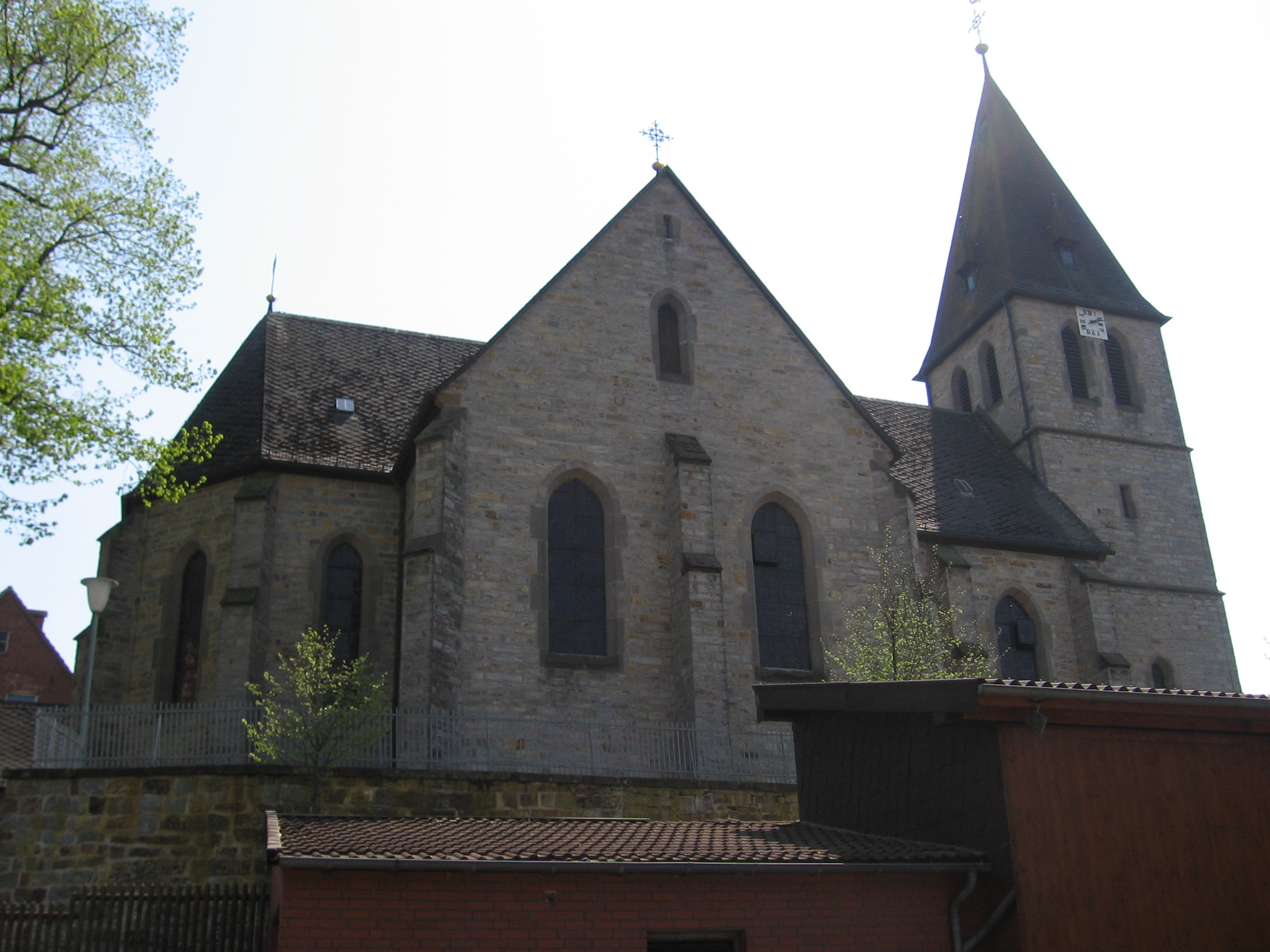
Церква Св. Олександра, Іггенхаузен.
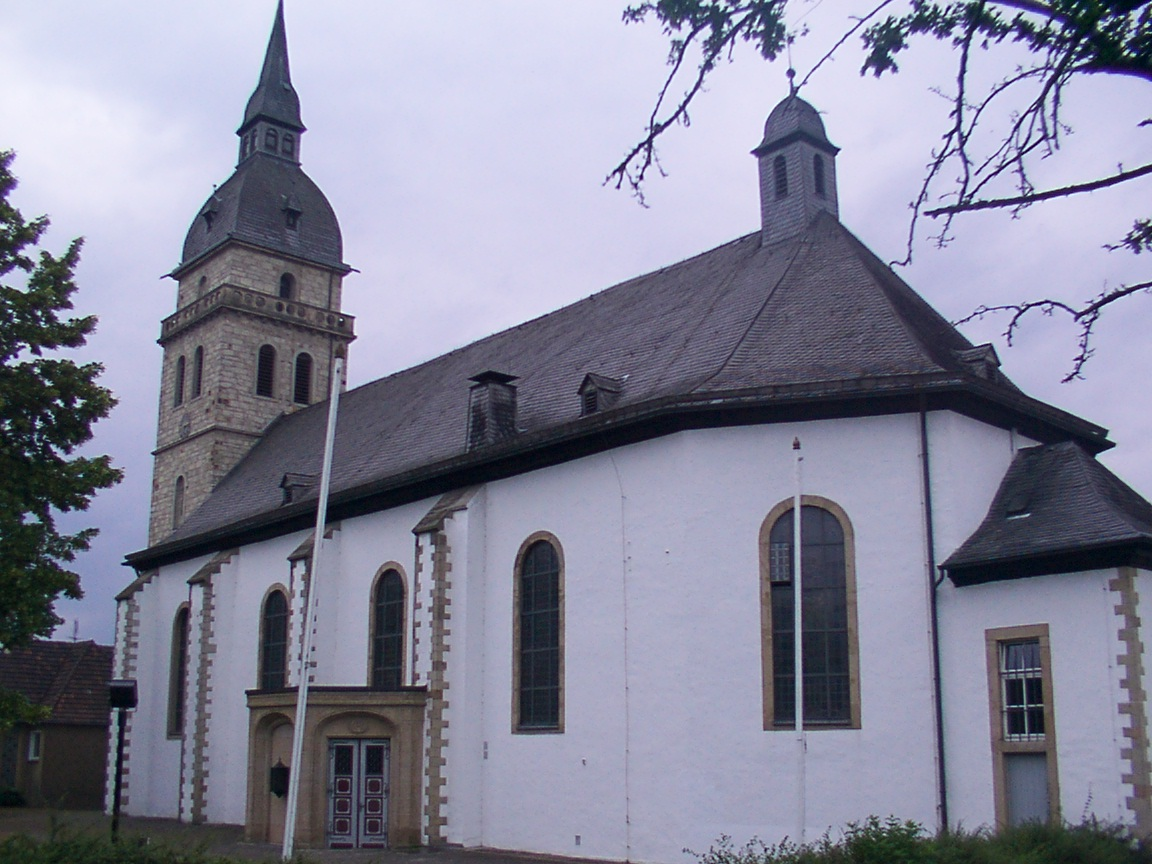
Церква Святого Ахатія в Аттельні
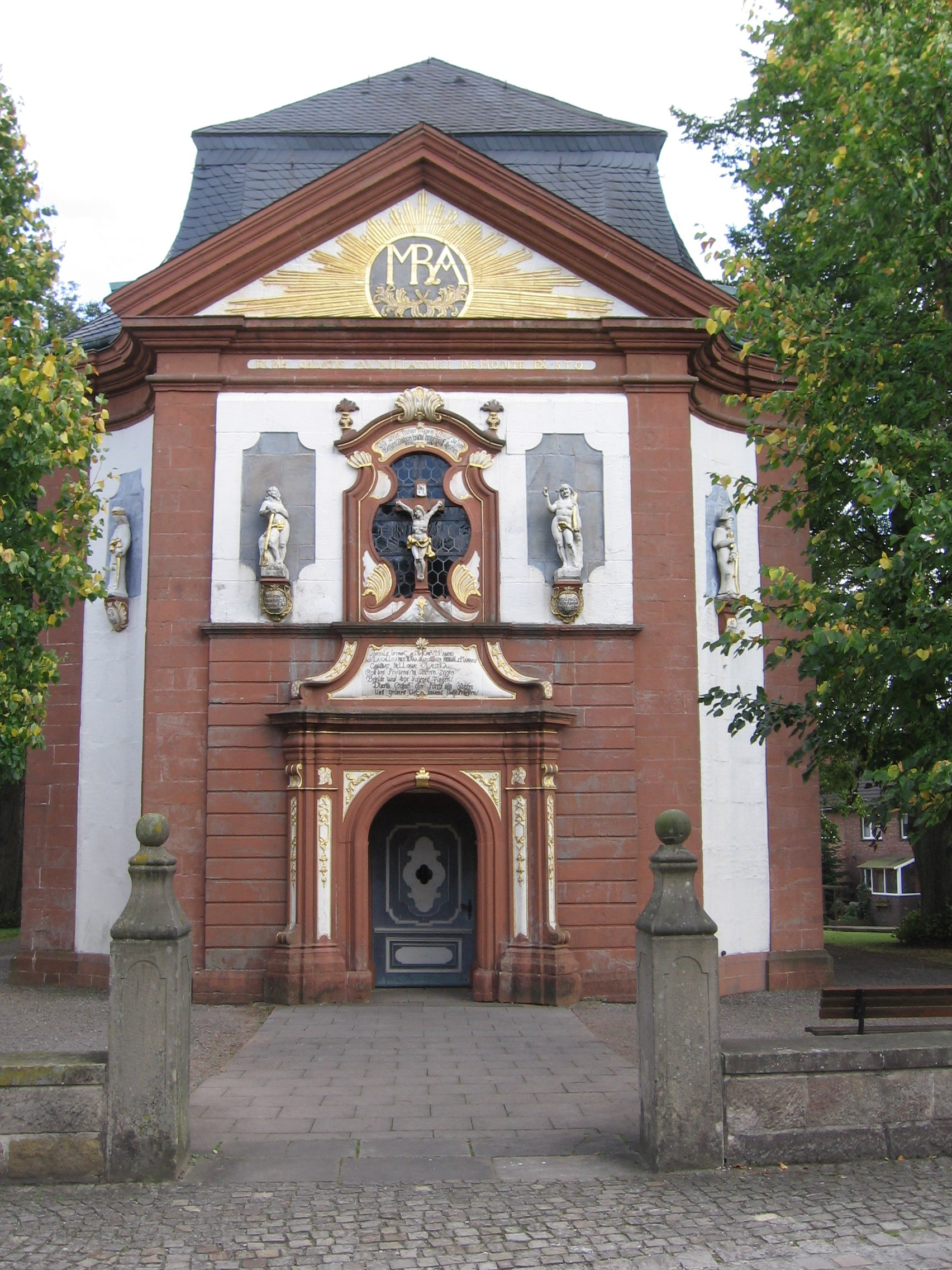
Костел Відвідин Пресвятої Діви Марії, Кляйненберг